# Florian Wirtz
Florian Wirtz (3 mei 2003) is een Duitse voetballer die bij voorkeur als aanvallende middenvelder speelt. Wirtz komt sinds 2025 uit voor Liverpool FC. In 2021 maakte Wirtz zijn debuut voor het Duitse voetbalelftal.

## Carrière

### Bayer Leverkusen
Wirtz genoot zijn jeugdopleiding bij SV Grün-Weiss Brauweiler, 1. FC Köln en Bayer Leverkusen. Bij die laatste club maakte hij op 18 mei 2020 zijn officiële debuut in het eerste elftal tijdens de competitiewedstrijd tegen Werder Bremen. Wirtz kreeg die avond een basisplaats van trainer Peter Bosz en werd na 61 minuten gewisseld voor Karim Bellarabi. Met zijn 17 jaar en 15 dagen was hij de derde jongste Bundesliga-debutant ooit, na Nuri Sahin (16 jaar, 11 maanden en 1 dag) en Yann Aurel Bisseck (16 jaar, 11 maanden en 28 dagen). Op 6 juni scoorde hij tegen FC Bayern München zijn eerste doelpunt voor Bayer Leverkusen. Dat maakte hem de jongste doelpuntenmaker in de geschiedenis van de Bundesliga (17 jaar en 34 dagen), hoewel dat record nog geen jaar later zou worden afgepakt door Youssoufa Moukoko (16 jaar en 28 dagen).
In het seizoen 2020/21 had hij een vaste basisplaats veroverd. Op 23 december 2020 verlengde hij zijn contract tot de zomer van 2023. Op 6 februari 2021 scoorde hij zijn vijfde Bundesliga-goal. Daarmee werd hij de eerste speler in de Bundesliga die dat voor zijn achttiende verjaardag voor elkaar kreeg. Hij kwam tot 38 wedstrijden in zijn eerste volledige seizoen, waarin hij goed was voor acht goals en acht assists. Op 3 mei 2021 verlengde hij zijn contract, ditmaal tot de zomer van 2026. 
Hij begon uitstekend aan het seizoen 2021/22, met vier goals en zes assists na zijn eerste zeven competitiewedstrijden. Op 28 november scoorde Wirtz in een 3-1 overwinning op RB Leipzig, waarmee hij de eerste Bundesliga-speler werd om voor zijn negentiende verjaardag meer dan tien goals te maken. Op 15 december werd hij de jongste speler om 50 Bundesliga-wedstrijden te halen. Hij was op dat moment 18 jaar en 223 dagen. Op 13 maart 2022 scheurde Wirtz zijn kruisband in het duel met 1. FC Köln, waardoor hij tien maanden moest toekijken.
Op 12 januari 2023 maakte Wirtz na tien maanden zijn rentree voor Bayer Leverkusen in de uitwedstrijd met Borussia Mönchengladbach. In de UEFA Europa League reikte Bayer Leverkusen dat seizoen de halve finale. Wirtz was met drie goals en twee assists belangrijk in de tweeluiken tegen achtereenvolgens AS Monaco, Ferencváros en Union Sint-Gillis. In de halve finale werd het vervolgens uitgeschakeld door AS Roma. In het restant van de Bundesliga hielp Wirtz zijn ploeg van de twaalfde naar de zesde plaats, met één goal en zes assists.
Op 26 oktober 2023 was hij in de Europa League-groepswedstrijd tegen FK Qarabağ goed voor een goal en drie assists, op Alejandro Grimaldo (2) en Victor Boniface. Wirtz strooide dat seizoen sowieso met goals en assists: na de eerste seizoenshelft stond zijn teller al op acht goals en twaalf assists. Bovendien deed Bayer Leverkusen een serieuze gooi naar het kampioenschap, nadat FC Bayern München de vorige elf seizoenen had gewonnen. Eind maart 2024 had Bayer Leverkusen een aanzienlijke voorsprong opgebouwd. Bovendien stond het in de finale van de DFB-Pokal nadat Wirtz op 3 april in de halve finale tegen Fortuna Düsseldorf goed was voor twee goals en één assist.
Op 14 april 2024 bereikte hij zijn voorlopig hoogtepunt in zijn loopbaan door de landstitel over te nemen van Bayern. Hij droeg hier meer dan zijn steentje aan bij door driemaal te scoren in een 5-0 overwinning op Werder Bremen. 

## Clubstatistieken
| Club             | Competitie     | Seizoen        | Seizoen | Seizoen | Beker | Beker | Europees | Europees | Andere | Andere | Total | Total |
| Club             | Competitie     | Divisie        | Wed.    | Dlp.    | Wed.  | Dlp.  | Wed.     | Dlp.     | Wed.   | Dlp.   | Wed.  | Dlp.  |
| ---------------- | -------------- | -------------- | ------- | ------- | ----- | ----- | -------- | -------- | ------ | ------ | ----- | ----- |
| Bayer Leverkusen | Bundesliga     | 2019–20        | 7       | 1       | 1     | 0     | 1        | 0        | —      | —      | 9     | 1     |
| Bayer Leverkusen | Bundesliga     | 2020–21        | 29      | 5       | 2     | 1     | 7        | 2        | —      | —      | 38    | 8     |
| Bayer Leverkusen | Bundesliga     | 2021–22        | 24      | 7       | 1     | 0     | 6        | 3        | —      | —      | 31    | 10    |
| Bayer Leverkusen | Bundesliga     | 2022–23        | 17      | 1       | 0     | 0     | 8        | 3        | —      | —      | 25    | 4     |
| Bayer Leverkusen | Bundesliga     | 2023–24        | 32      | 11      | 6     | 3     | 11       | 4        | —      | —      | 49    | 18    |
| Bayer Leverkusen | Bundesliga     | 2024–25        | 31      | 10      | 4     | 0     | 9        | 6        | 1      | 0      | 45    | 16    |
| Carrièretotaal   | Carrièretotaal | Carrièretotaal | 140     | 35      | 14    | 4     | 42       | 18       | 1      | 0      | 197   | 57    |

## Interlandcarrière
Wirtz debuteerde in 2018 als Duits jeugdinternational. In 2021 nam hij met de Duitse beloften deel aan het EK onder 21 in Hongarije en Slovenië. Tijdens het eerste deel van het toernooi nam hij niet deel aan het toernooi wegens een selectie voor het A-elftal, maar tijdens het tweede deel van het toernooi haalde bondscoach Stefan Kuntz hem erbij. In de halve finale was Wirtz goed voor twee doelpunten tegen Nederland, waarmee hij Duitsland aan de kwalificatie voor de finale hielp. In de finale tegen Portugal, die Duitsland met 1–0 won, werd hij in de 67e minuut gewisseld voor Karim Adeyemi.

### Duits elftal
Op 2 september 2021 maakte Wirtz zijn debuut voor Duitsland. In de WK-kwalificatiewedstrijd tegen Liechtenstein (0–2 winst) liet bondscoach Hansi Flick hem in de 82e minuut invallen voor Joshua Kimmich. Op 23 maart 2023 maakte hij in de met 0-2 gewonnen oefenwedstrijd tegen Frankrijk zijn eerste doelpunt voor het Duitse elftal. Na acht seconden zette hij na een voorzet van Toni Kroos zijn ploeg op een 0-1 voorsprong. Hij werd daarmee de snelste doelpuntenmaker ooit voor het Duitse elftal.

#### Wereldkampioenschap 2022
Na zijn debuut tegen Liechtenstein kwam Wirtz in de vier opvolgende kwalificatiewedstrijden als wisselspeler in actie. Duitsland eindigde als eerste in de poule waardoor het zich kwalificeerde voor de eindronde in Qatar. Wegens een gescheurde kruisband moest hij het toernooi aan zich voorbij laten gaan. Duitsland strandde reeds in de groepsfase.

#### Europees kampioenschap 2024
Wirtz werd op 8 juni 2024 door de nieuwe bondscoach Julian Nagelsmann opgenomen in de Duitse selectie voor het EK 2024 in eigen land. In de openingswedstrijd van het toernooi tegen Schotland begon hij in de basis. In de met 5–1 gewonnen wedstrijd in de Allianz Arena in München opende hij in de 10e minuut de score. Hij werd daarmee de jongste Duitse doelpuntenmaker op een Europees kampioenschap. Duitsland werd groepswinnaar in een groep met ook Hongarije en Zwitserland en won in de achtste finales van Denemarken (2–0). In de kwartfinale tegen Spanje dwong Wirtz een gelijkmaker af met een late gelijkmaker, maar werd Spanje uitgeschakeld met een 2–1 nederlaag.
| Interlands van Florian Wirtz voor Duitsland | Interlands van Florian Wirtz voor Duitsland | Interlands van Florian Wirtz voor Duitsland | Interlands van Florian Wirtz voor Duitsland | Interlands van Florian Wirtz voor Duitsland | Interlands van Florian Wirtz voor Duitsland |
| №                                           | Datum                                       | Wedstrijd                                   | Uitslag                                     | Soort Wedstrijd                             | Doelpunten                                  |
| ------------------------------------------- | ------------------------------------------- | ------------------------------------------- | ------------------------------------------- | ------------------------------------------- | ------------------------------------------- |
| 1.                                          | 2 september 2021                            | Liechtenstein – Duitsland                   | 0 – 2                                       | WK-kwalificatie                             |                                             |
| 2.                                          | 5 september 2021                            | Duitsland – Armenië                         | 6 – 0                                       | WK-kwalificatie                             |                                             |
| 3.                                          | 8 september 2021                            | IJsland – Duitsland                         | 0 – 4                                       | WK-kwalificatie                             |                                             |
| 4.                                          | 11 oktober 2021                             | Noord-Macedonië – Duitsland                 | 0 – 4                                       | WK-kwalificatie                             |                                             |
| 5.                                          | 25 maart 2023                               | Duitsland – Peru                            | 2 – 0                                       | Vriendschappelijk                           |                                             |
| 6.                                          | 28 maart 2023                               | Duitsland – België                          | 2 – 3                                       | Vriendschappelijk                           |                                             |
| 7.                                          | 12 juni 2023                                | Duitsland – Oekraïne                        | 3 – 3                                       | Vriendschappelijk                           |                                             |
| 8.                                          | 16 juni 2023                                | Polen – Duitsland                           | 1 – 0                                       | Vriendschappelijk                           |                                             |
| 9.                                          | 9 september 2023                            | Duitsland – Japan                           | 1 – 4                                       | Vriendschappelijk                           |                                             |
| 10.                                         | 12 september 2023                           | Duitsland – Frankrijk                       | 2 – 1                                       | Vriendschappelijk                           |                                             |
| 11.                                         | 14 oktober 2023                             | Verenigde Staten – Duitsland                | 1 – 3                                       | Vriendschappelijk                           |                                             |
| 12.                                         | 18 oktober 2023                             | Mexico – Duitsland                          | 2 – 2                                       | Vriendschappelijk                           |                                             |
| 13.                                         | 18 november 2023                            | Duitsland – Turkije                         | 2 – 3                                       | Vriendschappelijk                           |                                             |
| 14.                                         | 21 november 2023                            | Oostenrijk – Duitsland                      | 2 – 0                                       | Vriendschappelijk                           |                                             |
| 15.                                         | 23 maart 2024                               | Frankrijk – Duitsland                       | 0 – 2                                       | Vriendschappelijk                           | Goal                                        |
| 16.                                         | 26 maart 2024                               | Duitsland – Nederland                       | 2 – 1                                       | Vriendschappelijk                           |                                             |
| 17.                                         | 3 juni 2024                                 | Duitsland – Oekraïne                        | 0 – 0                                       | Vriendschappelijk                           |                                             |
| 18.                                         | 7 juni 2024                                 | Duitsland – Griekenland                     | 2 – 1                                       | Vriendschappelijk                           |                                             |
| 19.                                         | 14 juni 2024                                | Duitsland – Schotland                       | 5 – 1                                       | EK 2024                                     | Goal                                        |
| 20.                                         | 19 juni 2024                                | Duitsland – Hongarije                       | 2 – 0                                       | EK 2024                                     |                                             |
| Bijgewerkt tot 17 juni 2024                 |                                             |                                             |                                             |                                             |                                             |

## Erelijst
| Competitie       |                  |                  |
| Competitie       | Aantal           | Jaren            |
| Bayer Leverkusen | Bayer Leverkusen | Bayer Leverkusen |
| ---------------- | ---------------- | ---------------- |
| Bundesliga       | 1×               | 2023/24          |
| DFB-Pokal        | 1x               | 2023/24          |
| DFL-Supercup     | 1x               | 2024             |

1 Alisson ·
2 Gomez ·
3 Endo ·
4 Van Dijk  ·
5 Konaté ·
6 Kerkez ·
7 Wirtz ·
8 Szoboszlai ·
9 Núñez ·
10 Mac Allister ·
11 Salah ·
14 Chiesa ·
17 Jones ·
18 Gakpo ·
19 Elliott ·
21 Tsimikas ·
22 Ekitike ·
25 Mamardashvili ·
26 Robertson ·
30 Frimpong ·
38 Gravenberch ·
43 Bajcetic ·
46 Williams ·
50 Doak ·
59 Woodman ·
60 Pécsi ·
80 Morton ·
84 Bradley ·
Ramsay ·
Coach: Slot
· Assistent-coach: van Bronckhorst
· Assistent-coach: Briggs
· Assistent-coach: Hulshoff
· Keeperstrainer: Valero
1 Neuer ·
2 Rüdiger ·
3 Raum ·
4 Tah ·
5 Groß ·
6 Kimmich ·
7 Havertz ·
8 Kroos ·
9 Füllkrug ·
10 Musiala ·
11 Führich ·
12 Baumann ·
13 Müller ·
14 Beier ·
15 Schlotterbeck ·
16 Anton ·
17 Wirtz ·
18 Mittelstädt ·
19 Sané ·
20 Henrichs ·
21 Gündoğan  ·
22 Ter Stegen ·
23 Andrich ·
24 Koch ·
25 Can ·
26 Undav ·
Coach: Nagelsmann